# Naroków
Naroków – wieś w Polsce, w województwie dolnośląskim, w powiecie wołowskim, w gminie Wińsko.
Przed 2023 r. miejscowość była przysiółkiem wsi Piskorzyna. 
W latach 1975–1998 miejscowość administracyjnie należała do województwa wrocławskiego.

## Nazwa
W księdze łacińskiej Liber fundationis episcopatus Vratislaviensis (pol. Księga uposażeń biskupstwa wrocławskiego) spisanej za czasów biskupa Henryka z Wierzbna w latach 1295–1305 miejscowość wymieniona jest w zlatynizowanej formie Narothowo.